# Río de los Lomelines
Río de los Lomelines är en ort i Mexiko.   Den ligger i kommunen Encarnación de Díaz och delstaten Jalisco, i den centrala delen av landet, 400 km nordväst om huvudstaden Mexico City. Río de los Lomelines ligger 1 865 meter över havet och antalet invånare är 110.
Terrängen runt Río de los Lomelines är huvudsakligen lite kuperad. Río de los Lomelines ligger nere i en dal. Runt Río de los Lomelines är det ganska glesbefolkat, med 42 invånare per kvadratkilometer. Närmaste större samhälle är Encarnación de Díaz, 7,3 km väster om Río de los Lomelines. I omgivningarna runt Río de los Lomelines växer huvudsakligen savannskog.